# Moschee Omar Ibn Al-Jattab
Die Moschee Omar Ibn Al-Jattab ist ein islamisches Gebetshaus in Maicao, im kolumbianischen Departamento La Guajira. Sie ist einfach als La Mezquita (die Moschee) bekannt, da sie die einzige in der Region ist. 
In der Stadt Maicao gab es zwischen 1960 und 1970 eine Einwanderungswelle aus dem Nahen Osten. Die Moschee mit einem 31 Meter hohen Minarett wurde am 17. September 1997 eingeweiht und ist die drittgrößte Moschee Südamerikas nach dem Islamischen Kulturzentrum König Fahd in Buenos Aires und der Moschee Ibrahim Al-Ibrahim in Caracas. Sie ist benannt nach Umar ibn al-Chattab, dem zweiten Kalif des Islam. Sie wurde vom iranischen Architekten Alí Namazi gebaut. In ihr finden über 1.000 Gläubige Platz.
| Moschee Omar Ibn Al-Jattab |

| Lokalisierung von La Guajira in Kolumbien |